# Élmer Mendoza
Élmer Mendoza (Culiacán, Sinaloa, 6 de diciembre de 1949) es un escritor mexicano de novela negra, representante de la llamada narcoliteratura. Dramaturgo y cuentista, es conocido ante todo por sus novelas negras. Algunas de ellas tienen como protagonista al detective Edgar El Zurdo Mendieta.

## Biografía
Aunque nació en la ciudad de Culiacán —en la Colonia Popular, lugar que estará normalmente presente en sus obras como Col Pop—, "creció en el campo, al lado de su abuelo materno, trabajando, entre corridos y música norteña. Cuando regresó a la ciudad descubrió la música y la cultura del rock, y al mismo tiempo la lectura".
Su vocación literaria irrumpió de pronto, cumplidos ya los 28 años, cuando se pasó una noche en vela escribriendo historias. "En la madrugada estaba eufórico. Decidió hacerse escritor [...], renunció a su trabajo como ingeniero y se mudó a México D. F. para estudiar literatura" en la Universidad Nacional Autónoma.
Publicó su primer libro, la recopilación de cuentos Mucho que reconocer, en 1978, cuando ya rondaba los 30 años de edad. A este le siguieron cuatro más antes de que sacara, ya con 50, su primera  novela, Un asesino solitario (1999).
Federico Campbell sostiene que ya con ella Mendoza se convirtió no solo en “el primer narrador que recoge con acierto el efecto de la cultura del narcotráfico en nuestro país”, sino también en autor de una aguda y vivaz exploración lingüística de los bajos fondos mexicanos, convertidos en rigurosa materia literaria.
La consagración internacional le llegó con Balas de plata, novela que obtuvo el Premio Tusquets 2007 y en la que aparece el detective Edgar Mendieta. El Zurdo Mendieta —funcionario de la policía mexicana, no demasiado inmune a las corruptelas que lo rodean, que además consume ansiolíticos— es "un psicólogo intuitivo, como lo es todo detective que se precie: por eso sabe que los asesinos carecen de aptitud para la tristeza" y se guía por la consiga "Los culpables me encuentran".
En esta novela hay un guiño metaliterario a Juan Rulfo: Pedro Páramo figura en ella (como también lo había hecho en Cóbraselo caro, publicada en 2005) y probablemente lo sea también el título a Ricardo Piglia y su novela policial Plata quemada. Por cierto, el mismo Élmer Mendoza aparece en La reina del sur como uno de los varios amigos que entre trago y trago en una cantina y con un corrido como música de fondo le da datos acerca del narcotráfico en México al narrador de la novela de Arturo Pérez-Reverte. 
Sobre la narcoliteratura dice: “Es una estética de la violencia que se está dando en el cine y la música pero también en la ópera, la danza, las artes plásticas y el teatro. Es todo un movimiento, no es oportunismo. Es como descubrir una veta de metales: habrá quien saque las mejores pepitas y quienes solo rasquen. Me gusta la palabra narcoliteratura porque los que estamos comprometidos con este registro estético de novela social tenemos las pelotas para escribir sobre ello porque crecimos allí y sabemos de qué hablamos”.
Profesor de la Universidad Autónoma de Sinaloa, es un incesante promotor de la lectura e instituciones culturales.
Fue elegido miembro correspondiente de la Academia Mexicana de la Lengua en la sesión plenaria del 11 de agosto de 2011 y se integró a ella el 26 de abril de 2012.

## Obras
Cuentos
- Mucho que reconocer, B. Costa-Amic Editor, 1978 (145 págs.)
- Quiero contar las huellas de una tarde en la arena, Cuchillo de Palo, 1984 (53 págs.)
- Cuentos para militantes conversos, Universidad Autónoma de Sinaloa, 1987 (105 págs.)
- Trancapalanca, Departamento de Investigación y Fomento de Cultura Regional (DIFOCUR), 1989 (83 págs.)
- Cada respiro que tomas, DIFOCUR, 1991 (62 págs.)
- El amor es un perro sin dueño, Patronato Cultural Iberoamericano, 1991 (32 págs.)
- Firmado con un klínex, Tusquets, 2009

Crónica
- Buenos muchachos, Cronopia Editorial, 1995

Novelas
- Un asesino solitario, Tusquets, 1999
- El amante de Janis Joplin, Tusquets, 2001
- Efecto tequila, Tusquets, 2004
- Cóbraselo caro, Tusquets, 2005
- Balas de plata, Tusquets, 2008
- La prueba del ácido, Tusquets, 2010
- Nombre de perro, Tusquets, 2012
- El misterio de la orquídea Calavera, Tusquets, 2014
- Besar al detective, Random House, 2015[6]
- Asesinato en el Parque Sinaloa, Random House, 2017
- No todos los besos son iguales, Random House, 2018[7]
- La cuarta pregunta, Random House, 2019[8]
- Ella entró por la ventana del baño, Alfaguara, 2021[9]

Teatro
- ¿Viste la película de Pink Floyd?
- Enciende mi fuego
- Fuera seconds
- El flautista de Hamelín
- El viaje de la tortuga Panza Rosa

## Premios
- Premio Nacional de Literatura José Fuentes Mares 2002 por El amante de Janis Joplin
- Finalista del Premio Dashiell Hammett 2005 con Efecto tequila
- Premio Tusquets de Novela 2007 por Balas de plata